# Centrorhynchus knowlesi
Centrorhynchus knowlesi är en hakmaskart som beskrevs av T.K. Datta och Soota 1955. Centrorhynchus knowlesi ingår i släktet Centrorhynchus och familjen Centrorhynchidae. Inga underarter finns listade i Catalogue of Life.